# Келінешть (Киндешть, Ботошань)
Келінешть, Келінешті (рум. Călinești) — село у повіті Ботошані в Румунії. Входить до складу комуни Киндешть.
Село розташоване на відстані 387 км на північ від Бухареста, 37 км на північний захід від Ботошань, 132 км на північний захід від Ясс.

## Населення
За даними перепису населення 2002 року у селі проживали 168 осіб, усі — румуни. Усі жителі села рідною мовою назвали румунську.